# Leo-Wonder
Leo-Wonder（レオワンダー）は日本の女性アイドルユニット。Unico Tesla所属。2018年結成、2020年2月活動休止。新メンバーにより2020年5月活動再開。

## 沿革

### 第1期
2017年8月、TOKYO IDOL FESTIVAL 2017の会場で、当時の事務所オーナーがamiinAをプロデュースする齊藤州一に「アイドルグループを立ち上げるからディレクターをやってほしい」と声をかけたのがきっかけ。齊藤は当初引き受けるつもりはなかったが、2018年にaoiとmomoが揃い、momoから「アイドルさえできればほかは何もいらないです」と言われたことから引き受けることを決めた。
2018年11月、齊藤が絡まない形で「BABY BLUE EYES」（ベイビーブルーアイズ）として活動開始。
2019年5月18日の主催ライブで、Leo-Wonderへの改名、および齊藤がディレクターとして参加、岡田典之（空想委員会）が楽曲提供することを発表。
2019年7月10日、1stシングル「アルゴリズム」を配信でリリース。同年8月2・3日にはTOKYO IDOL FESTIVAL 2019に出演。
2019年10月6日、aoiが脱退。
2020年2月29日、メンバー・マネージャー・制作スタッフが事務所を退所、momoは「【eN】」に移籍するとともに、齊藤がプロデューサーに就任し、新メンバーによって活動再開することを発表。

### 第2期
当初、2020年5月31日、青山月見ル君想フにて新体制のお披露目ライブを開催する予定であったが、新型コロナウイルス感染症の影響により延期。
2020年5月23日、この日YouTube Liveで配信された「Message from Unico」にて、齊藤による新プロジェクト「Unico Tesla」を立ち上げ、Leo-WonderもUnico Teslaにて活動することを発表。合わせて新メンバー3人（nene、rin、anne）も発表された。
2020年9月6日、TSUTAYA O-WESTにて、新体制お披露目ライブ「Leo-Wonder first flag "alive alive alive"」を開催。
2021年7月14日、現体制で初のシングル「journey」をリリース。
2023年9月24日ラストライブ。

## メンバー
- nene（ねね） - ソロシンガー・NeneNone（ex.そのうちやる音）としても活動
- rin（りん） - 鳥嶌鈴（とりしま りん）として、新生おやゆびプリンセスを経てソロで活動
- anne （あん） - ミュージカル等に出演。友人である彩華（2021年5月、ヤなことそっとミュートに加入）の母親からLeo-Wonderのオーディションを知り応募[9]

### 元メンバー
- aoi（あおい）
- momo（もも） - 2020年3月、「真城 もなこ」（ましろ もなこ）に改名し【eN】に加入するが、同年7月28日脱退[10]。

## 作品

### シングル
| # | 発売日        | タイトル     | 収録曲                                          | 備考                     |
| - | ------------- | ------------ | ----------------------------------------------- | ------------------------ |
| 1 | 2019年7月10日 | アルゴリズム | 1. アルゴリズム 2. ミラージュ 3. スタートアイン | 配信限定（CDは物販限定） |
| 2 | 2021年7月14日 | journey      | 1. journey 2. world dive 3. アルゴリズム        | 配信限定                 |